# Знојем до лове
Знојем до лове (енгл. Pain & Gain) америчка је акциона комедија из 2013. године у режији Мајкла Беја базирана на истоименој књизи аутора Пита Колинса. Сценарио потписују Кристофер Маркус и Стивен Макфили, док су продуценти филма Мајкл Беј, Ијан Брајс и Доналд ди Лајн. Музику је компоновао Стив Јаблонски.
У филму је представљена ансамблска подела улога коју чине Марк Волберг, Двејн Џонсон и Ентони Маки, док су у осталим улогама Тони Шалуб, Ед Харис и Ребел Вилсон. Светска премијера филма је била одржана 26. априла 2013. године у Сједињеним Америчким Државама.
Буџет филма је износио 26 000 000 долара, а зарада од филма је 86 200 000 долара.

## Радња
Радња се дешава 90-тих година у Мајамију. Филм је заснован на невероватној истинитој причи о групи личних тренера који ће се, у потрази за америчким сном, упетљати у криминалну радњу која ће поћи по злу.

## Улоге
| Глумац         | Улога           |
| -------------- | --------------- |
| Марк Волберг   | Данијел Луго    |
| Двејн Џонсон   | Пол Дојл        |
| Ентони Маки    | Адријан Дорбал  |
| Тони Шалуб     | Виктор Кершо    |
| Ед Харис       | Ед ду Бојс      |
| Роб Кордри     | Џон Миз         |
| Ребел Вилсон   | Робин Пек       |
| Кен Џонг       | Џони Ву         |
| Мајкл Рисполи  | Френк Грига     |
| Тони Плана     | капетан Лопез   |
| Лери Хенкин    | Пастор Ренди    |
| Петер Стормаре | доктор Бјорнсон |